# Graben, Nemški Grebinj
Graben je naselje v Občini Nemški Grebinj v Okraju Šentvid ob Glini na Koroškem v Avstriji.